# Psathura
Psathura es un género con once especies de plantas con flores perteneciente a la familia Rubiaceae.

## Especies
- Psathura angustifolia
- Psathura batopedina
- Psathura borbonica
- Psathura corymbosa
- Psathura fryeri
- Psathura lancifolia
- Psathura lutescens
- Psathura myriantha
- Psathura myrtifolia
- Psathura obovata
- Psathura polyantha
- Psathura sechellarum
- Psathura terniflora

## Sinonimia
- Pstathura
- Chicoinaea Comm. ex DC. (1830).[2]